# 苏捷
苏捷（法語：Soutiers，法語發音：[sutje]）是法国德塞夫勒省的一个旧市镇，属于帕尔特奈区。2019年，苏捷与市镇圣帕尔杜合并为新市镇圣帕尔杜-苏捷。

## 地理
苏捷（46°34'11"N, 0°16'44"W）面积5.43 平方千米，位于法国新阿基坦大区德塞夫勒省，该省份为法国西部内陆省份，北起曼恩-卢瓦尔省，西接旺代省，南至夏朗德省和滨海夏朗德省，东临维埃纳省。
与苏捷接壤的市镇（或旧市镇、城区）包括：博略苏帕尔特奈、蓬派尔、圣帕尔杜、勒塔吕、武埃。

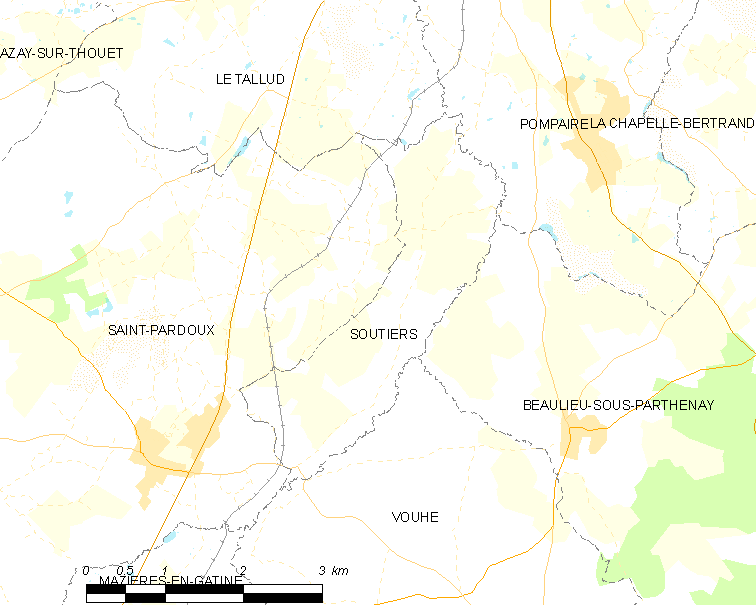
苏捷的OSM定位图

苏捷的时区为UTC+01:00、UTC+02:00（夏令时）。

## 行政
苏捷的邮政编码为79310，INSEE市镇编码为79318。

## 政治
苏捷所属的省级选区为拉加蒂讷县。

## 人口

1962-2008年间苏捷人口变化图示

苏捷于2018年1月1日时的人口数量为265人。